# Passaporte francês
O passaporte francês é o documento oficial, emitido pelos Governos Civis, que identifica o nacional francês perante as autoridades de outros países, permitindo a anotação de entrada e saída pelos portos, aeroportos e vias de acesso internacionais. Permite também conter os vistos de autorização de entrada. Os cidadãos franceses podem usar, além disso, seus documentos de identidade para ingressar nos países signatários do Acordo de Schengen.

## Aparência física
Os passaportes franceses compartilham o layout dos passaportes da União Europeia, mas são de cor bordô, e não Borgonha como é o padrão. A capa é ilustrada com o Brasão de armas da França no centro. A palavra Passeport, "Passaporte" em francês, está inscrita abaixo do brasão, enquanto as palavras Union européenne e République française, "União Europeia" e "República Francesa" em francês respectivamente, estão acima.

### Página de dados
1. Fotografia do portador
2. Tipo (P)
3. País emissor (FRA)
4. Passaporte nº
5. Sobrenome
6. Nomes próprios
7. Nacionalidade (Française)
8. Data de nascimento
9. Sexo
10. Local de nascimento
11. Data de emissão
12. Válido até
13. Autoridade
14. Assinatura do portador
15. Peso
16. Cor dos olhos
17. Endereço

### Idiomas
A página de dados é dada em francês e inglês com a tradução dos campos em outros idiomas da União Europeia.

## Galeria de passaportes

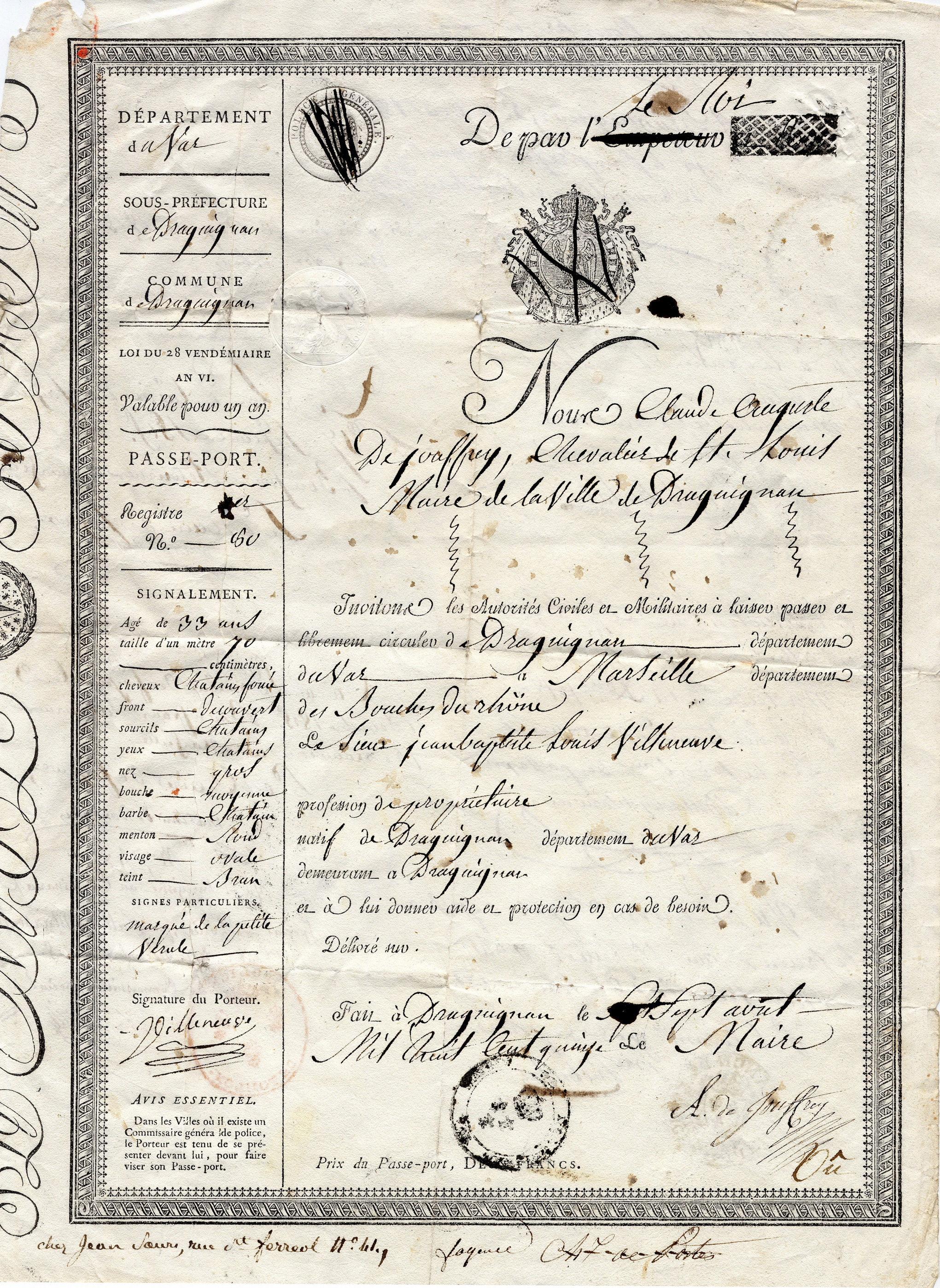
1815 Passaporte francês
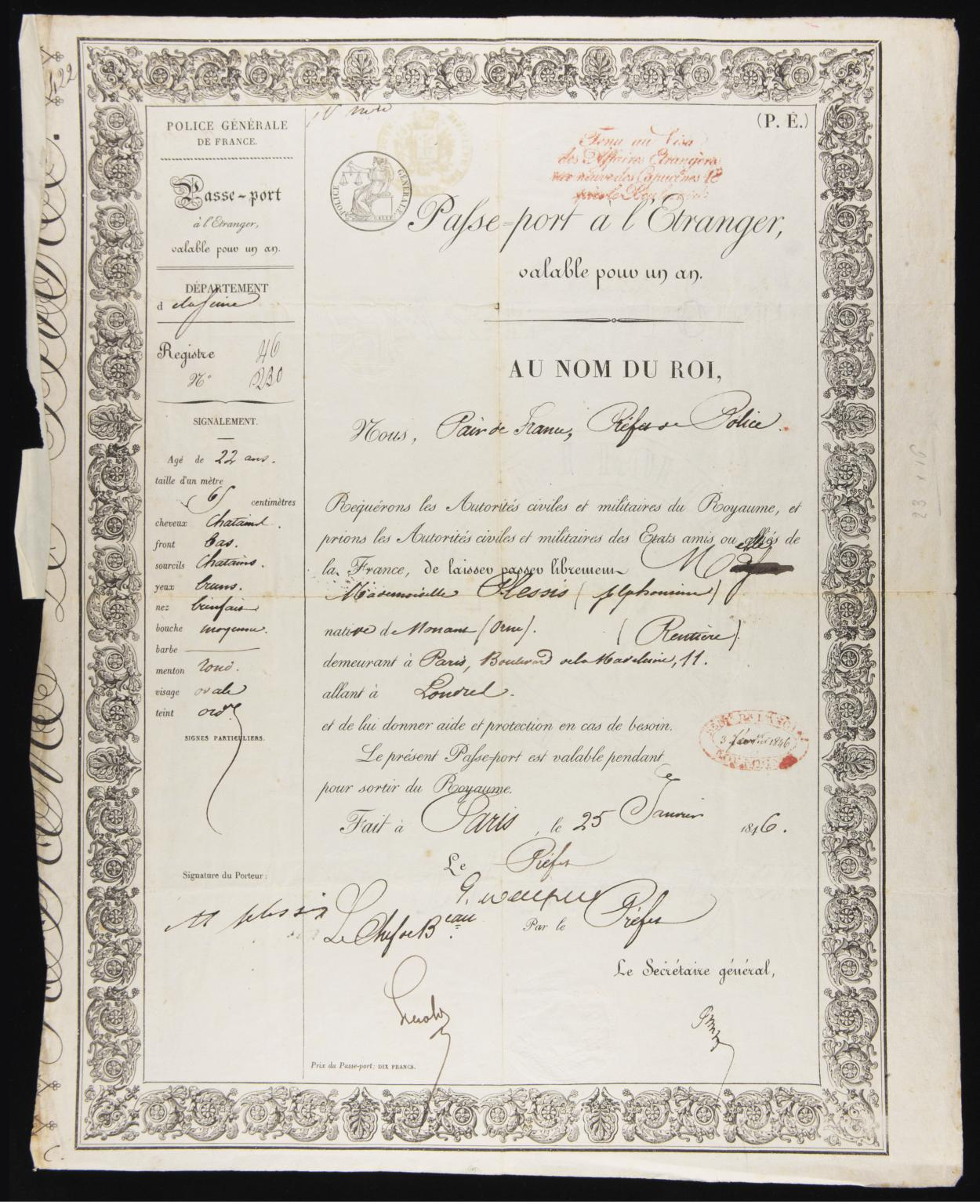
1846 Passaporte francês
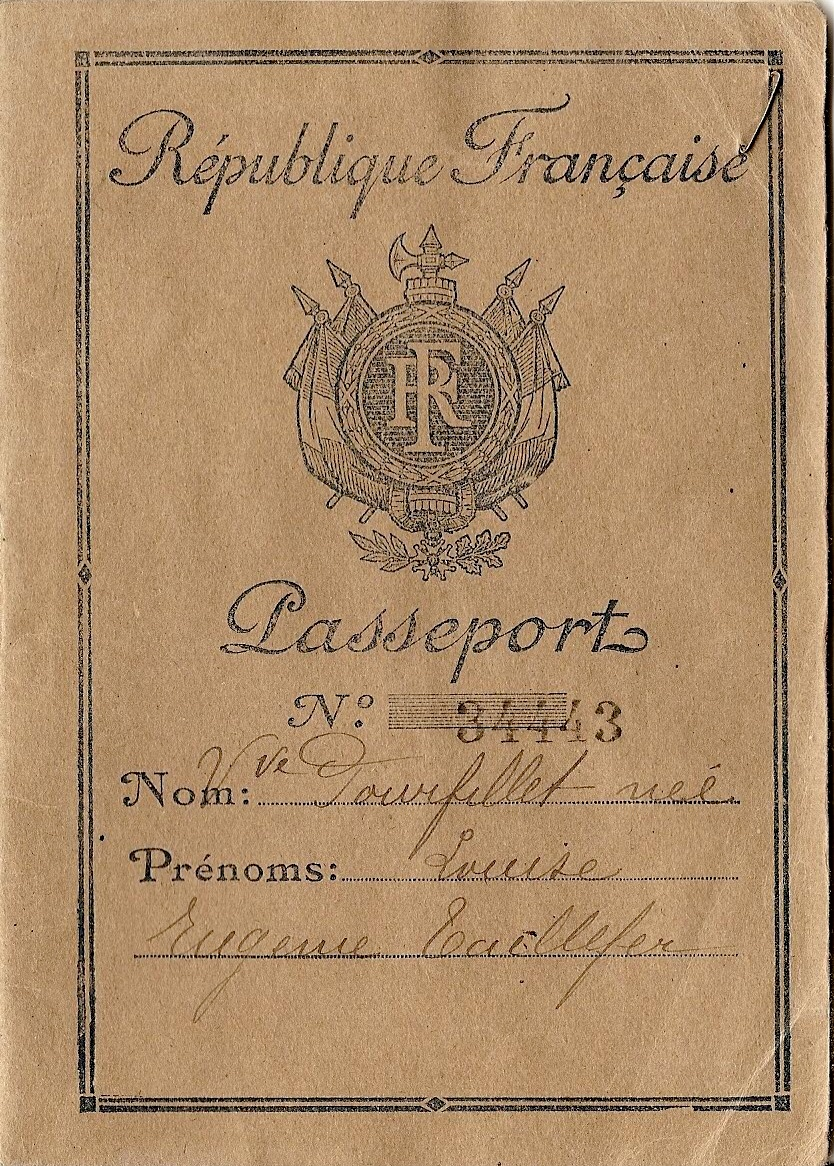
1947 Capa de um passaporte francês
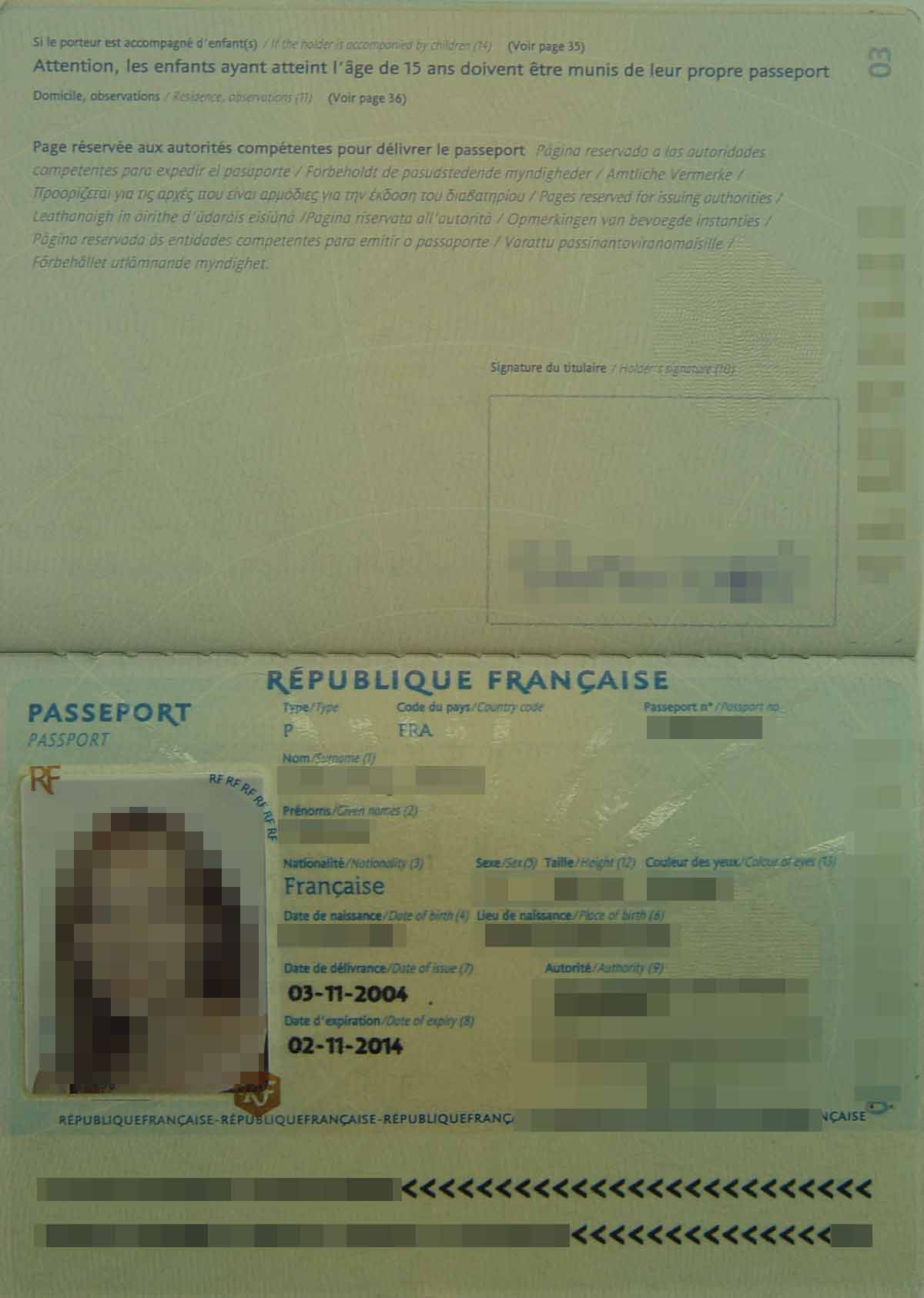
Página de dados de um passaporte não biométrico